# Gulkronad marktyrann
Gulkronad marktyrann (Muscisaxicola flavinucha) är en fågel i familjen tyranner inom ordningen tättingar.

## Utseende och läte
Gulkronad marktyrann är en rätt stor tyrann. Den känns igen på gråaktig fjäderdräkt med vitaktig fläck i pannan och konstraterande ockrafärgad fläck i nacken. Den senare kan dock vara svår att se, beroende på vinkeln.

## Utbredning och systematik
Gulkronad marktyrann delas in i två underarter:
- Muscisaxicola flavinucha flavinucha – förekommer i Anderna i Chile och Argentina, övervintrar i norra Peru (La Libertad)
- Muscisaxicola flavinucha brevirostris – förekommer i södra Chile (Aysen), ner till Tierra del Fuego

## Levnadssätt
Gulkronad marktyrann är en marklevande fågel som hittas i bergstrakter vid myrar, utmed vattendrag och vid andra blöta områden i öppen stenig terräng. Flyttfåglar kan dock ses i låglänta fält. 

## Status
Arten har ett stort utbredningsområde och beståndet anses stabilt. Internationella naturvårdsunionen IUCN listar den därför som livskraftig (LC).